# Свердловский радиотелецентр РТРС
Филиал РТРС «Свердловский ОРТПЦ» — подразделение Российской телевизионной и радиовещательной сети, основной оператор цифрового эфирного и аналогового эфирного теле- и радиовещания в Свердловской области. Филиал обеспечивает трансляцию 20 бесплатных цифровых эфирных телеканалов и трех радиоканалов для 98,39 % населения региона, способствует развитию мобильной телефонной связи.
Филиал создан в соответствии с приказом генерального директора РТРС от 31 декабря 2001 года № 1031.
Задача филиала — обеспечить жителей региона бесперебойным, многоканальным и доступным телерадиовещанием Свердловской области.

## История

### 1920-е годы
27 апреля 1925 года началось радиовещание в Екатеринбурге (тогда — Свердловск). Оно стало возможным после завершения реконструкции Шарташской радиостанции. Трансляция радиосигнала велась в радиусе до 320 км. Одновременно с реконструкцией Шарташской радиостанции в здании Уральского облисполкома была установлена небольшая приёмная радиостанция для служебного пользования.
Летом 1925 года Свердловская обсерватория начала приём радиосигнала из Москвы, Ленинграда, Лондона и Парижа. Сигнал точного времени (бой часов на Спасской башне Московского Кремля) на Урале стали принимать по радио с февраля 1926 года.
В 1929 году для обеспечения строительства новых радиостанций и их эксплуатации создан «Радиоцентр» — специальное подразделение в Уральском управлении связи.
Вскоре мощность главной радиостанции Среднего Урала — Шарташской — была увеличена до 50 киловатт. Это позволило установить постоянный устойчивый радиообмен на магистралях Москва — Свердловск, Ленинград — Свердловск — Уфа — Новосибирск.
Главное достижение уральских радистов в годы первой пятилетки — установление постоянного радиообмена между Свердловском и наиболее отдалёнными пунктами на побережье Северного Ледовитого океана: Салехардом, а также с островом Диксон, с портами Новым и Югорским. Коротковолновая связь была единственным средством общения с зимовьями и караванами судов в Ледовитом океане. Шарташская радиостанция в Свердловске на протяжении всего довоенного периода оставалась важнейшим транзитным пунктом радиосвязи центра и севера.

### 1930-е годы
С 1937 года количество радиолиний в области увеличилось до девяти. Устойчивая радиосвязь поддерживалась со всеми республиканскими центрами Средней Азии, с городами и населёнными пунктами Дальнего Востока и Сибири, а также с западными районами СССР. В Свердловской области работали радиостанции в Серове, Ивделе, Красноуфимске и Перми.
Заметным событием 1936 года стал ввод в строй приёмной радиостанции в посёлке Косулино, недалеко от Свердловска. Это позволило транслировать передачи центрального радиовещания на Свердловск и прилегающие к нему районы. Свердловский радиоцентр стал одним из крупнейших в стране.
В предвоенные годы радиотелецентр провел большую работу по реконструкции антенного хозяйства. На Шарташской радиостанции была сооружена 150-метровая антенна.
Блестящим достижением свердловских радистов стало обеспечение постоянной радиосвязи с экипажами сверхдальних перелётов через Северный Ледовитый океан (Чкалова, Громова, Коккинаки).

### 1940-е годы
Великая Отечественная война потребовала от свердловских радистов оперативного решения мобилизационных проблем, изменения схемы электросвязи для удовлетворения нужд фронта. Коллективу радиовещательной станции удалось поднять суточную нагрузку оборудования до 16,7 часов, вместо положенных по нормативам 15 часов. Работники Свердловской приёмной радиостанции обеспечили бесперебойную работу 16 радиомагистралей, проходивших в это время через город. Несмотря на сокращение снабжения запасными частями и радиолампами, а также сложные метеоусловия зимы 1941—1942 годов, Свердловск имел постоянную устойчивую радиосвязь с Москвой, Ленинградом, Куйбышевом, Харьковом, Новосибирском, Хабаровском, Салехардом, Архангельском, Ташкентом, со всеми областными центрами и островом Диксон. Особо следует выделить заслуги свердловских радистов по установлению радиообмена с блокадным Ленинградом.
В связи с приближением вражеских войск к Москве была демонтирована и эвакуирована в Свердловск радиовещательная станция мощностью 120 кВт. С осени 1941 года она начала регулярное вещание сводок «Совинформбюро». Вся страна слушала диктора Юрия Левитана, передававшего сообщения с помощью радиостанции РВ-96, но мало кто знал, что радиостанция вещает из Свердловска.
В январе и феврале 1942 года монтаж радиостанции РВ-96 продолжался круглосуточно, несмотря на сложные погодные условия (мороз доходил до минус 40 градусов по Цельсию). Благодаря проведённым работам радиостанция РВ-96 оставалась в годы войны одной из самых мощных в мире.

### 1950—1970-е годы
6 ноября 1955 года принято считать началом телевещания в Свердловской области. Оно стало возможным с вводом на Свердловской УКВ радиостанции (улица Луначарского, 212) первого телевизионного передатчика мощностью 5 кВт.
В 1968 году из состава Свердловского радиоцентра было выделено новое предприятие — Дирекция радиорелейных линий и радиотелевизионных станций (ДРРЛ и РТС). В его состав вошли четыре мощные радиотелевизионные станции (Баранчинская, Серовская, Зайковская и Афанасьевская), радиорелейная линия Свердловск — Зайково (включая Асбестовскую, Артемовскую, Алапаевскую и Зайковскую радиорелейные станции) и радиорелейная линия Свердловск — Афанасьевское (включая Ревду, Бисерть и Афанасьевское), главная оконечная радиорелейная станция и производственная лаборатория.
Первоначально новое предприятие транслировало только Первую программу Центрального телевидения (ЦТ).
На РТС работали передатчики «Зона» и МТР, а на РРЛ была установлена аппаратура Р — 60/120.
С 1 января 1970 года в состав предприятия введена Свердловская УКВ радиостанция. На ней тогда работал передатчик ТТР с водяным охлаждением, транслировавший Первую программу ЦТ, передатчик «Игла» для трансляции Второй программы ЦТ и два передатчика «Дождь 2», которые транслировали четыре радиопрограммы в УКВ диапазоне.

### 1980—1990-е годы
В конце 1983 года, по решению горисполкома Свердловска, в центре города, около цирка, началось строительство телевизионной башни. Её проектная высота составляла 361 метр. На башню планировалось перенести все городские телерадиокоммуникации. Строительство активно велось до 1989 года, после чего начались перебои с финансированием. Однако стройка не была заморожена и продолжалась с большими трудностями вплоть до 1991 года.

### 2000-е годы
В 2001 году в соответствии с Указом Президента Российской Федерации от 13 августа 2001 года № 1031, для совершенствования функционирования сети распространения телерадиопрограмм в Российской Федерации, было создано федеральное государственное унитарное предприятие «Российская телевизионная и радиовещательная сеть» (РТРС). В 2001 году Свердловский радиотелецентр вошёл в состав РТРС в качестве филиала.

### 2010-е годы
В 2011—2018 годы РТРС создал в Свердловской области сеть цифрового эфирного телерадиовещания из 66 передающих станций. 47 из них возводились с нуля. Строительство цифровой телесети в регионе предусматривалось федеральной целевой программой «Развитие телерадиовещания в Российской Федерации на 2009—2018 годы».
В 2013 году РТРС начал тестовую трансляцию 10 телеканалов первого мультиплекса на 15 существующих объектах связи в регионе.
В том же году РТРС начал трансляцию первого мультиплекса в Екатеринбурге, а год спустя — второго мультиплекса.
В конце декабря 2017 года филиал РТРС «Свердловский ОРТПЦ» начал тестовую трансляцию пакета цифровых телеканалов РТРС-1 (первый мультиплекс) со всех 66 объектов сети цифрового эфирного телевидения в Свердловской области.
16 августа 2016 года РТРС и правительство Свердловской области подписали соглашение о сотрудничестве в области развития телевидения и радиовещания в регионе.
3 декабря 2017 года губернатор Свердловской области дал старт трансляции программ ГТРК «Урал» в составе первого мультиплекса. Программы ГТРК «Урал» стали доступны в цифровом качестве на телеканалах «Россия 1», «Россия 24» и радиостанции «Радио России» жителям Свердловской области. В церемонии запуска участвовали губернатор Свердловской области Евгений Куйвашев, генеральный директор ВГТРК Олег Добродеев, первый заместитель генерального директора РТРС по капитальному строительству и контролю за реализацией государственных программ Олег Адамов.
Запуск последнего передатчика состоялся 29 декабря 2017 года в 14:35 минут по московскому времени. Точка поставлена в Верхнем Тагиле.
В 2018 году в Свердловской области начали работу все передатчики второго мультиплекса. Цифровой телесигнал стал доступен для более 98 % жителей региона — 4 млн 287 тысяч человек.
3 июня 2019 года в регионе прекратилось аналоговое вещание федеральных телеканалов. Свердловская область полностью перешла на цифровое телевидение.
29 ноября 2019 года РТРС начал цифровую трансляцию программ телеканала ОТВ в сетке телеканала ОТР.

## Организация вещания
РТРС транслирует в Свердловской области:
- 20 цифровых эфирных телевизионных программ (пакеты программ РТРС-1 и РТРС-2);
- 3 радиопрограммы – в составе двух цифровых пакетов (РТРС-1 и РТРС-2);
- 3 аналоговых ТВ программы (Суббота, Disney, ТНТ4);
- 34 – радиопрограммы.
- Количество эксплуатируемых передатчиков: 132 – цифровых ТВ передатчика; 4 – аналоговых ТВ передатчика; 138 – РВ передатчиков.

## Инфраструктура эфирного телерадиовещания свердловского филиала РТРС
- 5 цехов, включающих 66 отдельно стоящих радиотелевизионных станций (РТС);
- 7 мощных радиотелевизионных передающих станций (РТПС);
- Региональный центр формирования мультиплексов (РЦФМ);
- 1 объект для целей аналогового вещания;
- 74 АМС

## Охват Свердловской области теле- и радиовещанием
радиовещанием:
в диапазоне УКВ ЧМ:
- «Радио России» – 13,25% населения;
- «Орфей» – 40,9 % населения;
- «Воскресение» – 50,36% населения

в диапазоне FM:
- «Вести ФМ» – 53,41 % населения;
- «Маяк» – 58,6 % населения;
- «Радио России» – 88,39 % населения;
- «Воскресение» – 45% населения.

телевизионным вещанием в цифровом формате:
- программами, входящими в пакет РТРС-1, с 66 объектов вещания составляет порядка 98,4%;
- программами, входящими в пакет РТРС-2, с 66 объектов вещания составляет 98,21%.

## Антенно-мачтовые сооружения, которые транслируют пакет программ РТРС-1 и РТРС-2
| № п/п | Район                   | Пункт установки                                | ТВК пакета каналов РТРС-1 | ТВК пакета каналов РТРС-2 | Мощность, кВт | Высота АМС, м | Население в зоне охвата, чел. |
| 1     | Ачитский ГО             | Ачит                                           | 30                        | 49                        | 0,05          | 50            | 4948                          |
| 2     | ГО Красноуфимск         | Красноуфимск                                   | 30                        | 49                        | 0,25          | 75            | 48291                         |
| 3     | МО Красноуфимский округ | Нижнеиргинское                                 | 30                        | 49                        | 0,25          | 50            | 3159                          |
| 4     | МО Красноуфимский округ | Савиново                                       | 30                        | 49                        | 0,25          | 50            | 6273                          |
| 5     | МО Красноуфимский округ | Средний Бугалыш                                | 30                        | 49                        | 0,5           | 75            | 6928                          |
| 6     | Артинский ГО            | Арти                                           | 50                        | 56                        | 1             | 75            | 18521                         |
| 7     | Нижнесергинский МР      | Бисерть                                        | 50                        | 56                        | 0,5           | 65            | 11419                         |
| 8     | Нижнесергинский МР      | Верхние Серги                                  | 50                        | 56                        | 0,01          | 30            | 6105                          |
| 9     | Михайловское МО         | Михайловск                                     | 50                        | 56                        | 0,1           | 50            | 9998                          |
| 10    | Нижнесергинский МР      | Нижние Серги                                   | 50                        | 56                        | 5             | 200           | 32178                         |
| 11    | Ачитский ГО             | Афанасьевское                                  | 50                        | 56                        | 5             | 180           | 21634                         |
| 12    | ГО Верхний Тагил        | Верхний Тагил                                  | 50                        | 56                        | 0,1           | 50            | 13251                         |
| 13    | Кировградский ГО        | Кировград                                      | 50                        | 56                        | 0,25          | 75            | 58293                         |
| 14    | Новоуральский ГО        | Новоуральск                                    | 50                        | 56                        | 0,5           | 50            | 99614                         |
| 15    | Первоуральский ГО       | Новоуткинск (пункт установки- с. Слобода)      | 50                        | 56                        | 0,25          | 50            | 11085                         |
| 16    | Первоуральский ГО       | Первоуральск (пункт установки- гора Волчиха)   | 50                        | 56                        | 0,5           | 75            | 212089                        |
| 17    | Полевской ГО            | Полевской                                      | 50                        | 56                        | 0,25          | 75            | 69104                         |
| 18    | Староуткинский ГО       | Староуткинск                                   | 50                        | 56                        | 0,05          | 30            | 3165                          |
| 19    | Шалинский ГО            | Шаля                                           | 50                        | 56                        | 0,5           | 75            | 12124                         |
| 20    | Шалинский ГО            | Шамары (П. Уст. Д. Гора)                       | 50                        | 56                        | 0,1           | 75            | 5433                          |
| 21    | Березовский ГО          | Лосиный                                        | 46                        | 60                        | 0,25          | 50            | 4954                          |
| 22    | г. Екатеринбург         | Екатеринбург                                   | 46                        | 60                        | 5             | 180           | 1590694                       |
| 23    | Асбестовский ГО         | Асбест                                         | 46                        | 60                        | 1             | 110           | 128053                        |
| 24    | Белоярский ГО           | Белоярский                                     | 46                        | 60                        | 0,1           | 50            | 15560                         |
| 25    | Сысертский ГО           | Двуреченск                                     | 46                        | 60                        | 0,5           | 75            | 21249                         |
| 26    | Каменский ГО            | Каменск-Уральский (пункт установки- п. Мартюш) | 46                        | 60                        | 1             | 120           | 200997                        |
| 27    | Белоярский ГО           | Кочневское (Белоярский район)                  | 46                        | 60                        | 0,25          | 50            | 8136                          |
| 28    | Каменский ГО            | Сосновское                                     | 46                        | 60                        | 0,25          | 75            | 4102                          |
| 29    | ГО Сухой Лог            | Сухой Лог                                      | 46                        | 60                        | 1             | 113           | 91971                         |
| 30    | Сысертский ГО           | Сысерть                                        | 46                        | 60                        | 0,25          | 75            | 25040                         |
| 31    | Сысертский ГО           | Щелкун                                         | 46                        | 60                        | 0,1           | 50            | 5536                          |
| 32    | Режевской ГО            | Реж                                            | 46                        | 60                        | 0,25          | 75            | 43066                         |
| 33    | Режевской Го            | Черемисское                                    | 46                        | 60                        | 0,5           | 75            | 7983                          |
| 34    | МО г. Алапаевск         | Алапаевск                                      | 31                        | 56                        | 5             | 99            | 66602                         |
| 35    | Артемовский ГО          | Артемовский                                    | 31                        | 56                        | 0,25          | 110           | 52666                         |
| 36    | МО Алапаевское          | Голубковское                                   | 31                        | 56                        | 0,25          | 75            | 2697                          |
| 37    | МО Алапаевское          | Самоцвет                                       | 31                        | 56                        | 0,1           | 43            | 4222                          |
| 38    | МО г. Ирбит             | Ирбит                                          | 31                        | 56                        | 0,1           | 50            | 40721                         |
| 39    | Ирбитское МО            | Зайково                                        | 31                        | 56                        | 5             | 180           | 40412                         |
| 40    | Горноуральский ГО       | Башкарка                                       | 23                        | 59                        | 0,25          | 75            | 3532                          |
| 41    | Нижнесалдинский ГО      | Нижняя Салда                                   | 23                        | 59                        | 0,5           | 75            | 64552                         |
| 42    | Горноуральский ГО       | Петрокаменское                                 | 23                        | 59                        | 0,25          | 50            | 6164                          |
| 43    | Кушвинский ГО           | Баранчинский                                   | 23                        | 59                        | 5             | 110           | 108045                        |
| 44    | г. Нижний Тагил         | Нижний Тагил                                   | 23                        | 59                        | 1             | 150           | 371252                        |
| 45    | Нижнетуринский ГО       | Нижняя Тура                                    | 23                        | 59                        | 0,25          | 75            | 75239                         |
| 46    | Нижнетуринский ГО       | Ис                                             | 35                        | 37                        | 0,1           | 50            | 4865                          |
| 47    | Качканарский ГО         | Качканар                                       | 35                        | 37                        | 0,1           | 50            | 43624                         |
| 48    | Верхотурский ГО         | Верхотурье (пункт установки- п. Калачик)       | 35                        | 37                        | 0,1           | 50            | 13404                         |
| 49    | Новолялинский ГО        | Новая Ляля                                     | 35                        | 37                        | 0,25          | 75            | 21741                         |
| 50    | ГО Краснотурьинск       | Карпинск                                       | 35                        | 37                        | 0,5           | 75            | 99258                         |
| 51    | Серовский ГО            | Серов                                          | 35                        | 37                        | 5             | 182           | 115610                        |
| 52    | Сосьвинский ГО          | Восточный                                      | 49                        | 60                        | 0,25          | 50            | 6718                          |
| 53    | Сосьвинский ГО          | Сосьва                                         | 49                        | 60                        | 0,5           | 75            | 11183                         |
| 54    | Североуральский ГО      | Североуральск                                  | 32                        | 40                        | 0,5           | 75            | 44480                         |
| 55    | Ивдельский ГО           | Ивдель                                         | 32                        | 40                        | 1             | 100           | 22252                         |
| 56    | Камышловский ГО         | Камышлов                                       | 41                        | 50                        | 1             | 82            | 57938                         |
| 57    | Байкаловское СП         | Байкалово                                      | 41                        | 50                        | 1             | 115           | 17989                         |
| 58    | Талицкий ГО             | Бутка                                          | 41                        | 50                        | 0,5           | 75            | 8939                          |
| 59    | Слободо-Туринский МР    | Липчинское                                     | 41                        | 50                        | 0,1           | 75            | 2515                          |
| 60    | Пышминский ГО           | Пышма                                          | 41                        | 50                        | 0,25          | 82            | 14730                         |
| 61    | Талицкий ГО             | Талица                                         | 41                        | 50                        | 0,25          | 82            | 34209                         |
| 62    | Тугулымский ГО          | Тугулым                                        | 41                        | 50                        | 0,5           | 70            | 13731                         |
| 63    | Тугулымский ГО          | Юшала                                          | 41                        | 50                        | 0,25          | 61            | 5475                          |
| 64    | Слободо-Туринский МР    | Андронова                                      | 27                        | 29                        | 0,25          | 97            | 9965                          |
| 65    | Туринский ГО            | Туринск                                        | 27                        | 29                        | 0,5           | 75            | 25044                         |
| 66    | Тавдинский ГО           | Азанка                                         | 27                        | 29                        | 5             | 246           | 45080                         |